# Penitente (formação de neve)

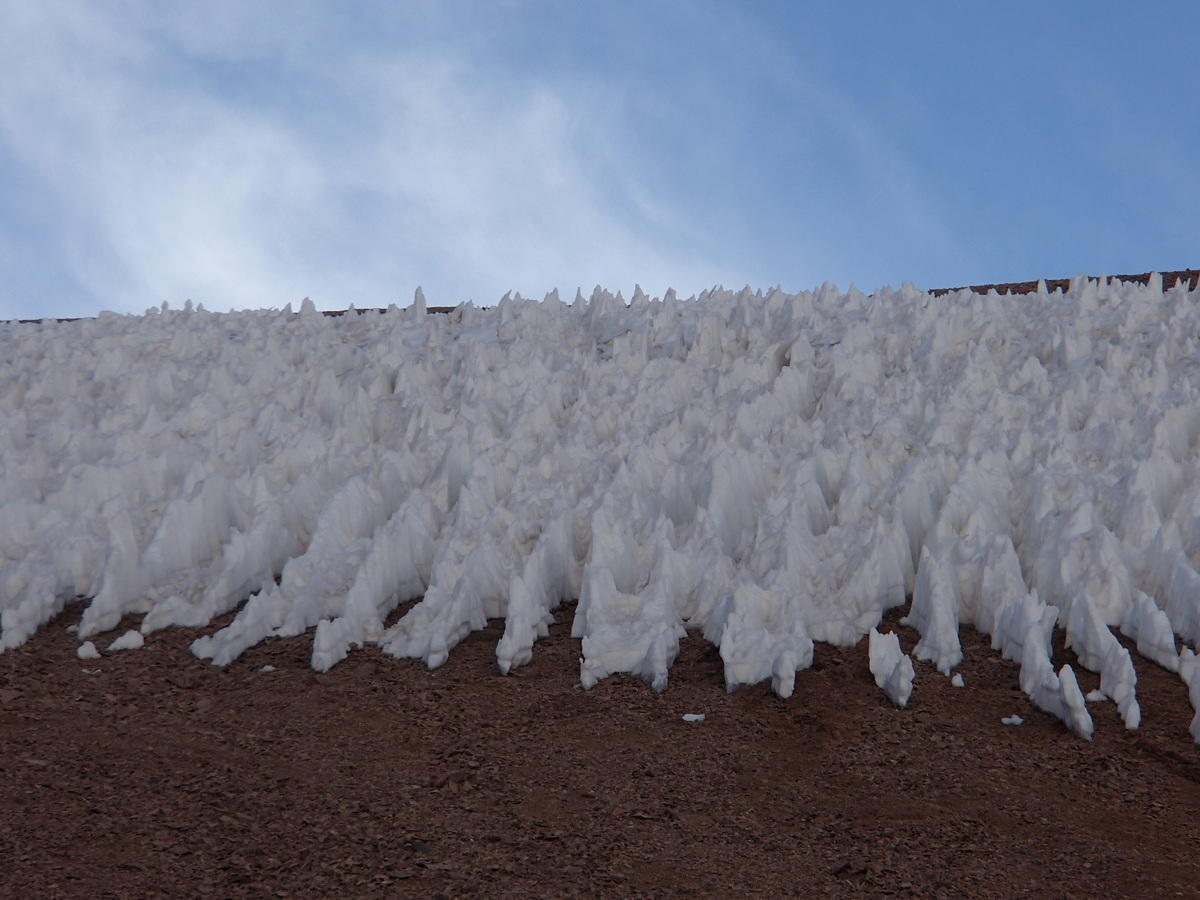
Penitentes perto da cimeira do Cabo Água Negra na fronteira entre o Chile e a Argentina.

Penitentes, ou nieve penitentes (do espanhol "penitentes de neve"), são formações de neve encontradas em altitudes elevadas. Eles tomam a forma de lâminas alongadas e finas feitas de neve ou gelo endurecido, bem espaçadas e apontando para o sol.
O nome vem da semelhança a um campo de penitentes, uma multidão de pessoas ajoelhadas fazendo penitência. A formação evoca os hábitos altos e pontudos usados pelos irmãos das ordens religiosas nas Procissões da Penitência durante a Semana Santa da Espanha. Em particular, os chapéus dos irmãos são altos, estreitos e brancos, com um topo pontudo.
Estes picos de neve e gelo crescem sobre todas as áreas glaciais e cobertas de neve dos Andes acima de 4.000 metros ou 13.120 pés. Eles variam em tamanho de alguns centímetros a mais de 5 metros ou 16 pés.

## Primeira descrição
Os penitentes foram descritos pela primeira vez em literatura científica por Charles Darwin em 1839. Em 22 de março de 1835, ele teve que atravessar campos de neve cobertos de penitentes perto do Passe Piuquenes, no caminho de Santiago, no Chile, até a cidade argentina de Mendoza, e relatou a crença local que eles foram formados pelos fortes ventos dos Andes.

## Formação
Louis Lliboutry observou que a condição climática ideal que leva à formação de penitentes é que o ponto de orvalho está sempre abaixo de zero. Assim, a neve vai sublimar. Uma vez que o processo de ablação diferencial começa, a geometria da superfície do penitente em evolução produz um mecanismo de regeneração positivo, e a radiação é presa por múltiplas reflexões entre as paredes. As cavidades tornam-se quase um corpo preto para a radiação, enquanto o vento reduzido leva a saturação do ar, aumentando a temperatura do ponto de orvalho e o início do derretimento. Desta forma, os picos, onde a perda de massa deve-se apenas à sublimação, permanecerá, bem como as paredes íngremes, que interceptam apenas um mínimo de radiação solar. Nas cubas, a ablação é reforçada, levando a um crescimento descendente de penitentes. Um modelo matemático do processo foi desenvolvido por Betterton, embora os processos físicos no estágio inicial do crescimento penitente, da neve granular aos micropenitentes, ainda não estejam claros. O efeito dos penitentes sobre o equilíbrio energético da superfície da neve e, portanto, seu efeito no derretimento da neve e nos recursos hídricos também foi estudado.
Penitentes podem estar presentes em Europa, um satélite de Júpiter. De acordo com um estudo recente, a New Horizons da NASA descobriu penitentes em Plutão em uma região informalmente chamada Tartarus Dorsa.